# ODBC
ODBC (англ. Open DataBase Connectivity) — це відкритий прикладний програмний інтерфейс доступу до баз даних, розроблений консорціумом X/Open.

## Історія
На початку 1990 років існувало декілька постачальників баз даних, кожен з яких мав власний інтерфейс. Якщо застосунку було необхідно підключатися до кількох джерел даних, для взаємодії з кожною з баз даних був необхідний нестандартний код. Для вирішення цієї проблеми Microsoft та ряд інших компаній створили стандартний інтерфейс для отримання і відправки даних джерелам даних різних типів. Цей інтерфейс отримав назву open database connectivity (відкритий зв'язок з базами даних).
За допомогою ODBC програмісти могли розробляти застосунки для використання одного інтерфейсу доступу до даних, не турбуючись про тонкощі взаємодії з кількома джерелами.
MFC удосконалила ODBC для розробників застосунків. Дійсний інтерфейс ODBC є звичайним функціональним API. Замість створення простої оболонки функціонального API, розробники MFC створили набір абстрактних класів, що представляють логічні сутності в базі даних.

## Обмеження
При застосуванні ODBC потрібно пам'ятати, що ця технологія доступу до даних не розрахована на роботу з великою кількістю клієнтів. Якщо необхідно забезпечити одночасну роботу з БД багатьох активних клієнтів, то слід використовувати SQL API або спеціальний інтерфейс для взаємодії з конкретною БД.

## Зноски
1. ↑  Silberschatz та Sudarshan, 2011, с. 15.